# Кафинський еялет

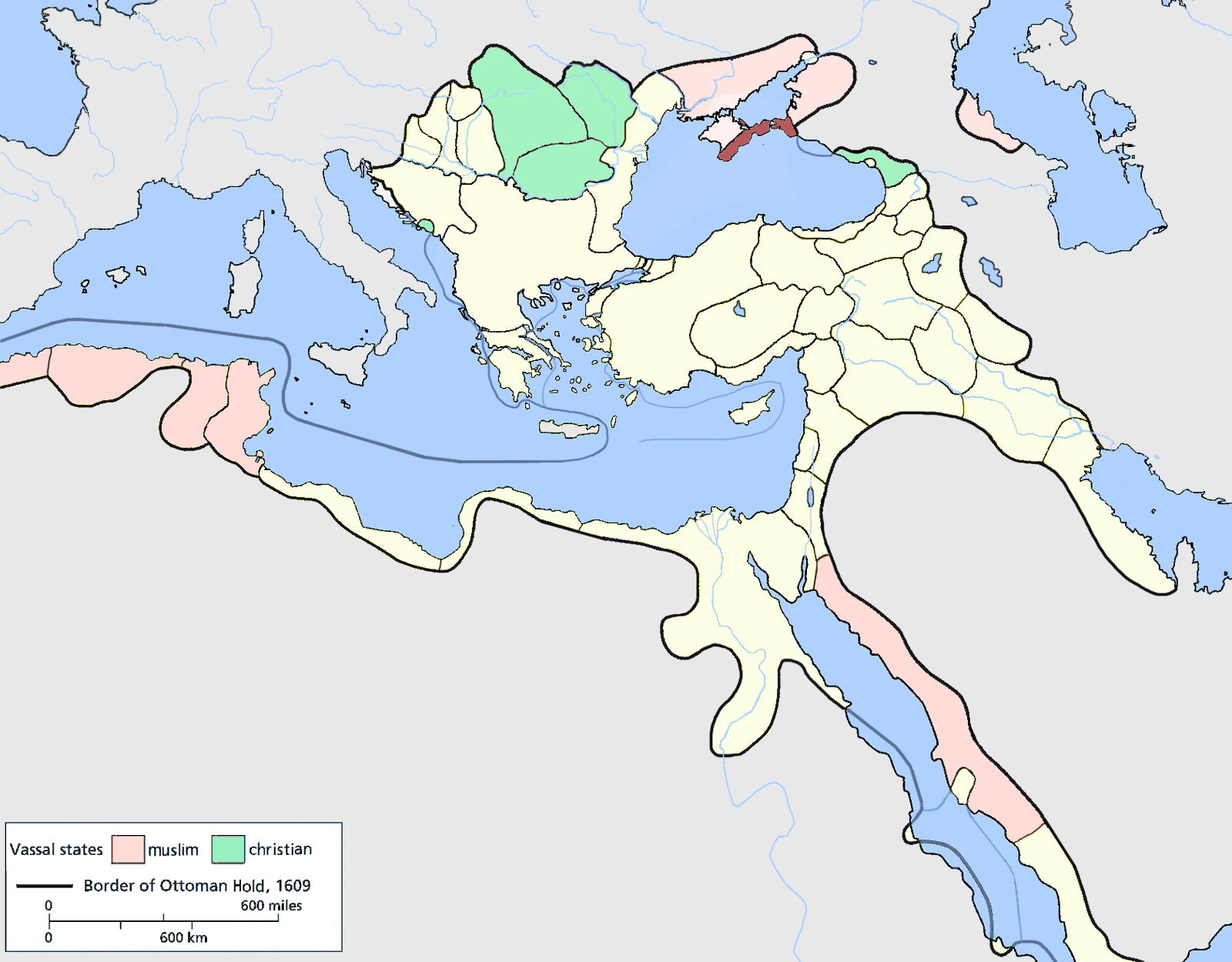
Кафинський еялет

45°02′00″ пн. ш. 35°22′00″ сх. д. / 45.03333333° пн. ш. 35.36666667° сх. д.
Кафи́нський еяле́т (осман. ایالت كفه, Eyālet-i Kefê) — еялет Османської імперії з центром у кримській Кафі (сучасна Феодосія, Україна). Простягався уздовж Північного Причорномор'я, головний санджак — Паша — перебував на південному узбережжі Криму. Еялет перебував під прямим османським правлінням, окремо від Кримського ханства..

## Історія
Місто Кафа і прилеглі території стали володінням Османської імперії в 1475 році, після завоювання османським флотом на чолі із великим візиром Гедік Ахмед-пашою генуезької Газарії та князівства Феодоро, після чого був створений санджак з центром у Кафі. Першим пашою став Сандживан-паша.
1568 року Кафинський еялет став бейлербейликом.
У XVII столітті Евлія Челебі стверджував, що санджаки еялету «управлялися воєводами, призначуваними османськими султанами, а не кримським ханом». Доволі швидко Кафинський еялет став однією з найбагатших провінцій Османської імперії.
За Кючук-Кайнарджійським мирним договором 1774 року Кафинський еялет відійшов до незалежного Кримського ханства. 1783 року був приєднаний до Російської імперії.

## Адміністративний поділ
Спочатку еялет було поділено на садилики, центрами яких стали інші містами османської провінції — Судак, Мангуп, Керч, згодом Гьозльов (сучасна Євпаторія). Згодом садилики перетворено на санджаки.
У 1700—1730 роках еялет був розділений на санджаки:
1. Санджак Паша (Paşa Sancaığı, Феодосія)
2. Санджак Аккерман (Akkerman Sancağı, Білгород-Дністровський)
3. Санджак Бендер (Bender Sancağı, Бендери)
4. Санджак Ачу (Kal'a-i Açu Sancağı, Темрюк ?)
5. Санджак Зане (Zane Sancağı)
6. Санджак Кінбурун (Kılburun Sancağı, Кінбурн)

## Економіка
Основою була посередницька торгівля між містами Анатолії та Європою. Сюди прибували бухарські, перські, українські, італійські та анатолійські купці. Більша частина кораблів приходила сюди зі Стамбула та Ґалати, Трапезунда, Азова, Сінопа та Ізміта. Це були невеликі судна, які перевозили вантажі в середньому трьох-п'яти купців. Більшість привезених товарів була зі Стамбула, Бурси, Південного Причорномор'я — Трапезунда, Сінопа, Кастамону та Амасьї, а також із Центральної Анатолії — Анкари, Сіврігісара, Бейшегіра, Ушака та Гьордеса.
Кафа також одержувала товари з Трапезунда, особливо вино, араку, лісові горіхи та корабельні щогли. Бавовняні тканини були головним предметом експорту з Центральної Анатолії у Кафу, за ними йшли мохер та рис з Анкари, опіум з Бейшегіра, килими з Ушака та Гьордеса. З Егейського регіону Кафа діставала оливи, оливкову олію, квасолю, родзинки, а найбільше вино та оцет. Купці з Бурси привозили шовки, килими та барвники. Через Кафу на південь продавали також велику рогату худобу, овець та коней, упряж, татарські луки й стріли та лайкову шкіру з Казані.
Кафа була головним портом для вивозу товарів на південь. Зерно, борошно, сало, освітлене вершкове масло, сир та мед вивозилися з Криму та Кубанського степу через Кафу до Стамбула. Щоб збільшити виробництво зернових і задовольнити ринковий попит, аристократія Кримського ханства влаштовувала у степовій зоні колонії сільськогосподарських робітників, що складалася з українських полонених (русинів-українців). Напівномади з Північного Причорномор'я також вирощували зернові на експорт.
Промисел осетрів в гирлі Дону та виробництво кав'яру також були важливими для економіки цього еялету, який постачав їх Стамбулу та еялетам Малої Азії. Венеційці та ґенуезці спочатку вивозили борошно, рибу та кав'яр до Італії, але з часом більшість усього цього надходило у Стамбул. Держава утримувала 10 % з виловленої риби.
Кафа та залежні від неї порти в Азові, Керчі, Тамані та Копі були головними ринками для купівлі рабів, яких кримські та ногайські татари захоплювали під час набігів на московські та польські землі. Як звичайно бранців привозили з Тамані у Кафу, де їх обмінювали на тканини, привезені у Крим анатолійськими купцями.